# Boem-Boem
Boem-Boem is een komische televisiemusical van de Nederlandse komiek André van Duin uit 1982, geproduceerd door Joop van den Ende. De musical, geschreven door Nico van Aemstel, vertelt van barones Cornelia Stoutenbeek tot Voorst, die haar levensverhaal laat optekenen door een journalist. In de musical blikt ze terug hoe ze zich van een eenvoudig volksmeisje over de ruggen van vele mannen heeft kunnen opwerken tot een deftige, vermogende oude dame.

## Rollen
- André van Duin - meerdere rollen (onder andere Butler Jakob, rijkeluiszoon Walter, variétéartiest Pierre Durant Boem-Boem, huisbaas Opdecent)
- Frans van Dusschoten - meerdere rollen (onder andere journalist De Boer)
- Corrie van Gorp - Nellie / Barones Cornelia Stoutenbeek tot Voorst
- Betsy Smeets
- Annelies Balhan
- Tonny Huurdeman
- Jaap Stobbe- Sjaak
- Paul van Gorcum
- Hans Leendertse
- Erik Koningsberger